# Sheila Cove
Die Sheila Cove ist eine Bucht an der Nordküste von Laurie Island im Archipel der Südlichen Orkneyinseln. Sie liegt im südwestlichen Teil der Jessie Bay zwischen dem Kap Moneta im Westen und dem Cabo Diaz im Osten.
Teilnehmer der Scottish National Antarctic Expedition (1902–1904) führten 1903 eine Vermessung der Bucht durch. Expeditionsleiter William Speirs Bruce benannte sie Jahre später nach seiner Tochter Sheila Bruce (später verheiratete Willman, 1909–2000).